# Улица Жоры Антоненко
Улица Жо́ры Антоне́нко — улица в городе Ломоносове Петродворцового района Санкт-Петербурга, в историческом районе Мартышкино. Проходит от Морской улицы до Балтийской улицы (фактически Балтийская улица до улицы Жоры Антоненко не доходит). Далее после путепровода продолжается улицей Связи.

## История
С 1955 года входила в состав улицы Связи.
В 1968 году этот участок выделили в качестве самостоятельной улицы и дали ему название улица Жоры Антоненко — в честь юного участника Великой Отечественной войны, разведчика стрелкового полка на Ораниенбаумском плацдарме Г. Ф. Антоненко, погибшего при выполнении боевого задания и похороненного в братской могиле Мартышкинского воинского мемориала.

## Объекты
На улице Жоры Антоненко между домами 8 и 12 находится Фигурный пруд, созданный в начале XIX века. Он является объектом культурного наследия регионального значения под названием «Фигурный пруд усадьбы Дундуковых-Корсаковых».

## Застройка
- дом 1 — школа № 417
- дом 5 — жилой дом (1971[3])
- дом 6 — жилой дом (1982[3])
- дом 6, корпус 1 — жилой дом (1982[3])
- дом 8 — жилой дом (1995[3])
- дом 12 — жилой дом (1974[3])
- дом 14а — жилой дом (1972[3])
- дом 16 — жилой дом (1972[3])

## Перекрёстки
- Морская улица
- улица Некрасова
- Новогорская улица
- улица Дюма
- Балтийская улица